# Paros
Paros (gr. Πάρος) – wyspa na  Morzu Egejskim, w archipelagu Cyklady, o powierzchni 165 km². Liczy około 9600  mieszkańców (2002). W jej centrum wznosi się wysoki na 771 m Profitis Ilias (Marpessa), na którego południowym zboczu, niedaleko klasztoru Hagios Minas, znajduje się kamieniołom słynnego marmuru paryjskiego. Na Paros urodził się poeta Archiloch. 1,5 km na południe od Paros leży mała wyspa Andiparos. Paros jest dziś lubianą wyspą turystyczną.
Leży w administracji zdecentralizowanej Wyspy Egejskie, w regionie Wyspy Egejskie Południowe, w jednostce regionalnej Paros, w gminie Paros. Siedzibą gminy i głównym portem wyspy jest Parikia (gr. Παροικιά).
W czasie wojen perskich (1. połowa V w. p.n.e.) była sprzymierzeńcem Persów, a po ich klęsce członkiem Ateńskiego Związku Morskiego i II Ateńskiego Związku Morskiego (do około 357 p.n.e.). Następnie znajdowała się pod rządami Macedonii, Ptolemeuszów egipskich, a wreszcie Rzymu (wtedy utraciła znaczenie polityczne). W początkach XIII wieku opanowali ją Wenecjanie, a w 1537 przez Turków. W 1830, po greckiej wojnie o niepodległość, weszła w skład nowożytnej Grecji.
Zabytki: średniowieczny zamek na ruinach antycznego akropolu (resztki prehistorycznej osady i świątyni jońskiej z VI w.), w pobliżu miasta Paros ruiny asklepiejonu i sanktuarium Apollina Delijskiego, bizantyjski kościół Katapoliani.

## Nazwa
Według jednego z wyjaśnień nazwa wyspy Paros wywodzi się z jej starożytnej greckiej nazwy, którą pisano jako „Πάρος” (Páros). Nazwa ta jest związana z mitologią grecką i ma swoje korzenie w historii i legendach tej wyspy.
Według mitologii, Paros była jednym z synów swobodnej bohaterki i myśliwego znanego jako Kynortas. Kiedy Paros dorósł, został zesłany na wyspę, którą nazwano jego imieniem. Ten mitologiczny aspekt jest często obecny w greckich historiach, gdzie nazwy miejscowości i wysp nawiązywały do postaci lub wydarzeń mitologicznych.